# Besthmenermolen
De Besthmenermolen is een voormalige korenmolen in de buurtschap Besthmen bij Ommen in de provincie Overijssel.
De molen werd in 1862 gebouwd. Rond 1950 kwam de molen buiten gebruik waarna een periode van ernstig verval volgde. Een zeer omvangrijke restauratie maakte in 1995 de molen weer draaivaardig. Hiertoe moest de geheel ingegroeide molen eerst van de bosschages direct om de molen heen worden ontdaan. De molen en de nieuw gebouwde bijgebouwen zijn tevens het onderkomen van het Natuurinformatiecentrum Ommen.
De roeden van de molen, met een lengte van 21 meter, zijn voorzien van het oudhollands hekwerk met zeilen en worden geregeld door een vrijwillig molenaar in bedrijf gezet. De molen is eigendom van de gemeente Ommen. In 2010 is de Besthmenermolen maalvaardig hersteld.